# Шкрум, Алёна Ивановна
Алёна Ива́новна Шкрум (укр. Альона Іванівна Шкрум; род. 2 января 1988 года, Киев, УССР, СССР) — украинский политический и общественный деятель, юрист. Народный депутат Верховной рады VIII и IX созывов от партии «Батькивщина».

## Биография
Отец Алёны Шкрум занимается адвокатской деятельностью, мама  —преподаватель гражданского права в Университете им. Шевченко, кандидат наук.
В 2004—2010 годах училась в институте международных отношений КНУ им. Т. Шевченко, факультет международного частного права. Получила степени бакалавра и магистра; специальность — юрист-международник, переводчица-референт с французского языка. Стала соучредителем клуба выпускников «Ардеа Альба».
В 2008—2009 году работала младшим юристом в адвокатском объединении «Волков, Козьяков и Партнеры». В 2010—2011 годах была юристом в ассоциации адвокатов в городе Париж «Chevalier Pericard Connesson».
В 2010—2011 году по программе обмена училась в университете Сорбонны  в магистратуре  факультета международного экономического права по специальности «специалист по праву ВТО, коммерческого и конкурентного права», была казначеем Ассоциации студентов международного права Университета Сорбонны.
В 2011—2012 году училась в Кембриджском университете по 9-ти месячной программе «Кембриджская стипендия», получила диплом магистра международного права. 40 % стипендии Алёне Шкрум оплачивал фонд Виктора Пинчука «Всесвітні студії», 60 % — сам университет.
Работала в судебной системе Великобритании и стажировалась в качестве помощника барристеров, в том числе, принимала участие в подготовке дел Березовского против Абрамовича и Дерипаски против Чёрного в Лондонском суде.
В 2012 году была помощником адвокатов адвокатских объединений ассоциации «Inner Temple», а также судьи Лондонского суда.
В Верховной Раде VII созыва работала на платной основе помощницей у депутата от «КПУ» Игоря Алексеева, а также была помощником депутата «УДАР» Ирины Геращенко по юридическими вопросам. В этот же период была в экспертной раде Министерства инфраструктуры.
В 2013 году была стажером в офисе депутата Палаты Общин канадского парламента Питера Джулиани по канадско-украинской парламентской программе (CUPP).
В 2014 году — адвокационный эксперт в организации «Право на Защиту», являвшейся исполнительным партнёром Управления Верховного комиссара ООН по делам беженцев. Была директором аналитического центра «Украина 2020».

## Политическая карьера
На парламентских выборах 2014 года была кандидатом в народные депутаты Украины по списку партии «Батькивщина» (№ 5 в партийном списке), попав в проходную часть списка благодаря победе в открытом конкурсе, где представляла инициативу «Профессиональное правительство».
В Верховной Раде VIII созыва стала председателем подкомитета по вопросам государственной службы и службы в органах местного самоуправления комитета по вопросам государственного строительства, региональной политики и местного самоуправления. Также является заместителем члена украинской части комитета ассоциации, сопредседателем группы по межпарламентским связям с Великобританией, Польшей, США, Турцией, Францией, ФРГ и Швецией.
25 декабря 2018 года была включена в список лиц, в отношении которых Россия ввела санкции.

## Семья
6 сентября 2015 года вышла замуж за Дмитрия Наталуху, вместе с которым училась в Кембридже. 10 сентября он был назначен главой Коминтерновской районной государственной администрации Одесской области.